# Sorridi, piccola Anna
Sorridi, piccola Anna (こんにちは アン 〜Before Green Gables?, Konnichiwa An 〜Bifō Guriin Gēburusu, lett. "Buongiorno, Anne - Prima di Green Gables"), è un anime del 2009 prodotto dalla Nippon Animation, prequel di Anna dai capelli rossi del 1979. La serie si basa sul romanzo prequel Sorridi, piccola Anna dai capelli rossi, scritto nel 2008 dall'autrice canadese Budge Wilson con il consenso degli eredi di Lucy Maud Montgomery in occasione del centenario della pubblicazione del romanzo originale Anna dai capelli rossi.
La serie animata in 39 episodi è il 26º anime del progetto World Masterpiece Theater della Nippon Animation ed è stata trasmessa per la prima volta a partire da domenica 5 aprile 2009 dal network giapponese BS Fuji, nel 35º anniversario del progetto e nel 30º anniversario dell'anime Anna dai capelli rossi. Il primo dei 39 episodi è stato presentato in anteprima assoluta presso l'ambasciata canadese in Giappone il 16 marzo 2009, nell'ambito di un incontro con il regista Katsuyoshi Yatabe, con i doppiatori e con Azumi Inoue, interprete della sigla.
In Italia, la serie animata è stata acquistata da Mediaset e trasmessa su Italia 1 a partire dal 25 ottobre 2010 nella fascia mattutina con il titolo Sorridi, piccola Anna , e replicata successivamente sia sulla stessa rete sia sul canale a pagamento Hiro. La sigla italiana della serie, intitolata Sorridi piccola Anna, è cantata da Cristina D'Avena e vede il ritorno, come compositore, di Augusto Martelli.
Dopo la conclusione dell'anime, il progetto World Masterpiece Theater giunge definitivamente a termine dopo 34 anni.

## Trama
(Robert Browning, Pippa Passes)
La storia è ambientata nella seconda metà del XIX secolo e racconta i primi undici anni di vita di Anna Shirley, prima del suo arrivo a casa di Marilla e Matthew Cuthbert ad Avonlea.
Anna nasce a Bolingbroke nella Nuova Scozia da Walter e Bertha Shirley, due insegnanti di liceo, ma dopo soli tre mesi entrambi i genitori muoiono di una malattia infettiva. La piccola, non avendo altri parenti, viene affidata prima a Joanna Thomas, l'ex governante degli Shirley, dove vivrà la sua primissima infanzia non propriamente felice a causa di Bert, il marito alcolizzato di Joanna, e di Horace, Edward e Harry, i figli dei Thomas, che non la considereranno mai come parte integrante della famiglia. Riceverà affetto praticamente soltanto da Eliza, la figlia maggiore dei Thomas, che però ben presto lascerà la casa andando a vivere in Inghilterra col marito.
Dopo la morte di Bert, investito da un treno, la piccola Anna non trova più posto in casa Thomas e viene affidata alla famiglia Hammond, dove rimane qualche anno occupandosi prevalentemente degli otto bambini della casa. Quando anche il signor Hammond muore per un attacco cardiaco, viene mandata in orfanotrofio a Hope Town dove rimarrà qualche mese, prima di essere affidata definitivamente a Marilla e Matthew Cuthbert, presso i quali troverà finalmente una casa ed una vera famiglia.
La storia si conclude con il viaggio in battello di Anna verso l'Isola di Prince Edward e "Green Gables", esattamente da dove inizia la serie Anna dai capelli rossi.

## Personaggi
Anna Shirley (アン・シャーリー?, An Shārī, Anne Shirley)
Doppiata da: Rina Hidaka (ed. originale), Valentina Pallavicino (ed. italiana).
È stata accolta neonata dai Thomas nonostante la povertà della famiglia, dopo essere rimasta orfana dei genitori. È una bambina sempre allegra, con tanta voglia di imparare, ma è spesso presa in giro dai figli dei Thomas per i suoi capelli rossi e la cosa diventa poco a poco un complesso difficile da superare.

### Famiglia Thomas
Joanna Harrigan Thomas (ジョアンナ?)
Doppiata da Seiko Tamura (ed. originale), Dania Cericola (ed. italiana).
Ex governante dei genitori di Anna, dopo la loro morte ha accolto la bambina in casa sua. Non aiutata dal marito alcolizzato, è costretta a portare avanti da sola la famiglia, per questo non tratta Anna come una figlia, ma solamente come una servetta che le è indispensabile per accudire i suoi quattro figli piccoli e per sbrigare le faccende di casa.
Bert Thomas (バート?)
Doppiato da Setsuji Satoh (ed. originale), Claudio Moneta (ed. italiana).
Marito di Joanna, è un uomo dedito all'alcool, che con la sua malattia ha portato alla rovina sé stesso e la sua famiglia. Nonostante i grandi progetti che aveva da giovane e che lo avevano portato ad essere uno dei ragazzi più in vista della cittadina, è ormai un uomo disilluso dalla vita e fallito. Incapace di conservare i miseri lavori che riesce a fatica ad ottenere non è più in grado di mantenere la famiglia.
Eliza Thomas (エリーザ?)
Doppiata da Rika Wakusawa (ed. originale), Elisabetta Spinelli (ed. italiana).
È la figlia diciassettenne di Joanna ed ha sempre voluto bene ad Anna come ad una sorella. Eliza è innamorata di Roger, un bel ragazzo che abita in città, figlio di una famiglia molto in vista e ben presto si sposerà lasciando la famiglia Thomas ed Anna, che si sentirà per questo abbandonata dall'unica sua amica.
Horace (ホーレス?), Edward (エドワード?), Harry (ハリー?), Noah (ノア?)
Horace è doppiato da Yumiko Kobayashi (ed. originale), Monica Bonetto (ed. italiana); Edward è doppiato da Chiaki Shimogama (ed. originale), Benedetta Ponticelli (ed. italiana); Harry è doppiato da Taeko Kawata (ed. originale), Federica Valenti (ed. italiana); Noah è doppiato da Satomi Koorogi (ed. originale), Sabrina Bonfitto (ed. italiana).
Sono i quattro bambini della famiglia Thomas. Horace e Edward sono dei maschi un po' dispettosi che si divertono a prendere in giro Anna per i suoi capelli rossi e le sue lentiggini, chiamandola spesso "spaventapasseri". Harry è invece un bambino di un anno che dopo la partenza di Eliza sarà affidato totalmente alle cure di Anna assieme al neonato chiamato da lei Noah.

### Compagni di scuola
Randolph Mcgavin
Doppiato da Stefano Pozzi (ed. italiana).
Sadie Brown
Doppiata da Suga Harumi (ed. originale), Renata Bertolas (ed. italiana).
Mildred Primson
Doppiata da Masayo Fujita (ed. originale), Jolanda Granato (ed. italiana).

### Famiglia Hammond
Kendrick Hammond (ケンドリック・ハモンド?)
Doppiato da Ruggero Andreozzi (ed. italiana).
Gestisce una segheria e prende Anna in casa sua perché aiuti la moglie ad accudire i suoi otto bambini.
Charlotte Hammond (シャーロット・ハモンド?)
Doppiata da Yuri Amano (ed. originale), Jasmine Laurenti (ed. italiana).
Moglie di Kendrick accoglie suo malgrado Anna in casa, sempre pronta a mandarla in orfanotrofio qualora non fosse all'altezza dei suoi compiti.
Tommy e Jimmy, Ella, Gertie, George e Hugo
Rispettivamente la prima coppia di gemelli degli Hammond, la prima e la seconda figlia e la seconda coppia di gemelli. George si differenzia dal fratello Hugo per un piccolo neo dietro l'orecchio. A questi sei bambini si aggiungono i due gemelli che nascono proprio quando Anna arriva presso la casa degli Hammond.

### Orfanotrofio
Tessa
Doppiata da Haruko Suzuki (ed. originale), Federica Valenti (ed. italiana).
Edna Godfrey
Doppiata da Misa Watanabe (ed. originale), Laura Brambilla (ed. italiana).

### Altri personaggi
Signora Minton
Doppiata da Nana Yamaguchi (ed. originale), Caterina Rochira (ed. italiana).
Roger Emerson
Un giovane rampollo di buona famiglia, gentile e pacato nei modi. Sposa Eliza affrontando il parere contrario della sua famiglia e con lei si trasferisce in Inghilterra. Doppiato da Federico Zanandrea (ed. italiana).
Melissa Henderson
Doppiata da Maya Okamoto (ed. originale), Daniela Fava (ed. italiana).
Robert Johnson, alias "Uomo delle uova" (エッグマン?, Eggsman)
Doppiato da Hiroki Tanaka (ed. originale), Marco Balzarotti (ed. italiana).
Due anni prima era fidanzato con una ragazza che però aveva preferito suo fratello a lui e l'aveva sposato. Per questo si era ritirato nel piccolo villaggio per coltivare la terra e per dipingere, crogiolandosi nella sua solitudine. Robert si guadagna da vivere coi frutti della terra e vendendo le uova delle sue galline, per questo viene da tutti soprannominato l'"uomo delle uova". Dopo aver compreso la precoce intelligenza di Anna, decide di insegnarle cinque parole nuove ogni settimana e di aiutarla negli studi. Grazie all'intercessione di Anna, l'uomo inizialmente chiuso in se stesso e sospettoso verso tutti, diventa molto amico della maestra Melissa Henderson, alla fine le chiederà di sposarlo.
Jessie Gleeson
Doppiata da Mitsuko Horie (ed. giapponese), Lorella De Luca (ed. italiana).
Una cara amica dei genitori di Anna. Chiede alla signora Joanna di poter adottare la bambina ma non le viene concessa, perché più utile alla famiglia Thomas.
Signorina Haggerty (ミス・ハガティ?)
Doppiata da Yuri Tahata (ed. originale), Rosalba Bongiovanni (ed. italiana).
Dopo aver accudito, da sorella maggiore, i quindici figli della madre, aveva deciso che non si sarebbe mai sposata per non avere figli. Diventa però una levatrice per aiutare i bambini a nascere e col passare del tempo nella sua memoria rimangono impressi i volti e i nomi di tutti quei bambini, dei quali mantiene anche una accurata documentazione. Dopo tanti anni, ormai molto anziana, decide di abbandonare la professione; l'ultimo bambino che aiuterà a nascere, grazie anche all'opera di convincimento di Anna, sarà quello di una giovane coppia.

## Doppiaggio
Il doppiaggio italiano è stato eseguito presso lo studio Merak Film di Milano, sotto la direzione di Guido Rutta e Loredana Nicosia. I dialoghi italiani sono di Manuela Scaglione e Serena Clerici. La voce narrante è di Masako Ikeda nell'edizione originale e Loredana Nicosia nell'edizione italiana.

## Colonna sonora
Sigla iniziale giapponese
- (ヒカリの種?, hikari no tane), lett. Semi di Luce, testi di Yuriko Mori, musica di Yūya Yoshino, arrangiamento di Kōsuke Yamashita, interpretata da Azumi Inoue.

Sigla finale giapponese
- (やったね♪マーチ?, Yatta ne ♪ māchi), interpretata da Azumi Inoue.

Sigla italiana
- Sorridi, piccola Anna, testo di Fabrizio Berlincioni, musica di Augusto Martelli, interpretata da Cristina D'Avena.